# Lucius Tarutius Firmanus
Pour les articles homonymes, voir Tarutius.
Lucius Tarutius (ou Taruntius) Firmanus est un érudit, philosophe, mathématicien, astronome et astrologue romain du milieu du Ier siècle av. J.-C.

## Biographie
Lucius Tarutius Firmanus appartenait à l'entourage de Cicéron et de Varron et se livra à des calculs astrologiques sur les débuts de l'histoire romaine. Jean le Lydien le qualifie de μαθηματικός (mathématicien), Plutarque de "philosophe et mathématicien".
Il était, selon le témoignage de Cicéron, féru d'astrologie chaldéenne. Il avait établi l'horoscope de Rome, à la demande de son ami Varron, et calculé astrologiquement le moment de la conception et de la naissance de Romulus.
Il a publié au moins un ouvrage en grec sur les astres, perdu mais utilisé par Pline l'Ancien.
En 1935, l'Union astronomique internationale a donné le nom de Taruntius à un cratère lunaire.

## Source
- Pierre Boyancé, Études sur le Songe de Scipion (« Bibliothèque des universités du Midi », XX), Bordeaux, Féret & fils ; Paris, De Boccard, 1936, pp. 168-170.
- F. Münzer et W. Kroll, art. « Tarrutius » 1, RE IVa2, 1932, col. 2407-2409.
- Richard Goulet, « Ta(r)ru(n)tius (L.-) », in Richard Goulet, Dictionnaire des philosophes antiques, T6, Paris, 2016, p.709-710, n°T-3.
- A.T. Grafton et N.M. Swerdlow, “Technical Chronology and Astrological History in Varro, Censorinus and Others,” CQ 35, 1985, p.454-465.